# Ihráč
Ihráč este o comună slovacă, aflată în districtul Žiar nad Hronom din regiunea Banská Bystrica. Localitatea se află la altitudinea de 485 m deasupra n.m., se întinde pe o suprafață de 20,75 km2 și în 2017 număra 523 de locuitori.

## Istoric
Localitatea Ihráč este atestată documentar din 1388.

## Demografie
| An:                | 1994 | 2004   | 2014   | 2024    |
| ------------------ | ---- | ------ | ------ | ------- |
| Număr de persoane: | 570  | 573    | 539    | 465     |
| Diferență:         |      | +0,52% | −5,93% | −13,72% |

| An:                | 2023 | 2024   |
| ------------------ | ---- | ------ |
| Număr de persoane: | 473  | 465    |
| Diferență:         |      | −1,69% |